# Samlischbuck
Das Naturschutzgebiet Samlischbuck befindet sich auf dem Gebiet der Gemeinde Weilheim (Baden) im Landkreis Waldshut.

## Kenndaten
Das Naturschutzgebiet wurde mit Verordnung des Regierungspräsidiums Südbaden vom 12. Juni 1968 ausgewiesen und hat eine Größe von 3,479 Hektar. Es wird unter der Schutzgebietsnummer 3.073 geführt. Der CDDA-Code für das Naturschutzgebiet lautet 82482 und entspricht der WDPA-ID.

## Lage und Beschreibung
Das Naturschutzgebiet Samlischbuck befindet sich auf dem Gebiet der Gemeinde Weilheim (Baden) auf der Gemarkung Bannholz mit einer Gesamtgröße von rund 3,5 ha.
Das Naturschutzgebiet liegt auf einer Bergkuppe im Mittleren Muschelkalk auf dem Gelände eines alten stillgelegten Steinbruchs. Nach Einstellung des Steinbruchbetriebes bedeckte das Gebiet Halbtrockenrasen und Glatthaferwiesen, die heute noch etwa ein Viertel der Gesamtfläche ausmachen. Ein allmählicher Zuwachs an Hecken, Gebüschen und Wald setzte verstärkt in späterer Zeit ein.

## Schutzzweck
In der Verordnung von 1968 wurde kein wesentlicher Schutzzweck verankert.
Der Schutzzweck des Naturschutzgebiets wird heute in § 23 BNatSchG Abs. 1 Nrn. 1–3 definiert, wobei die Gründe für die Ausweisung eines Naturschutzgebiets sind nicht nur auf ökologische oder ästhetische Gesichtspunkte beschränkt sind, sondern erstrecken sich auch auf wissenschaftliche, naturgeschichtliche und landeskundliche Aspekte.

## Arteninventar
Im Naturschutzgebiet Samlischbuck wurden folgende Arten erfasst:
- Geradflügler

Chorthippus parallelus (Gemeiner Grashüpfer), Chrysochraon brachyptera (Kleine Goldschrecke), Chrysochraon dispar (Große Goldschrecke), Decticus verrucivorus (Warzenbeißer), Gomphocerus rufus (Rote Keulenschrecke), Metrioptera bicolor (Zweifarbige Beißschrecke), Metrioptera roeselii (Roesels Beißschrecke), Nemobius sylvestris (Waldgrille), Pholidoptera griseoaptera (Gewöhnliche Strauchschrecke), Stenobothrus lineatus (Heidegrashüpfer), Tettigonia cantans (Zwitscherschrecke), Tettigonia viridissima (Grünes Heupferd)
- Höhere Pflanzen/Farne

Aquilegia vulgaris agg. (Artengruppe Gewöhnliche Akelei), Carlina acaulis (Stängellose Eberwurz), Carlina vulgaris agg. (Artengruppe Gewöhnliche Eberwurz), Cephalanthera damasonium (Weißes Waldvöglein), Cephalanthera longifolia (Schwertblättriges Waldvöglein), Daphne mezereum (Kellerhals), Epipactis atrorubens (Rotbraune Stendelwurz), Epipactis helleborine agg. (Artengruppe Breitblättrige Stendelwurz), Genista sagittalis (Flügel-Ginster), Gentianella ciliata (Fransen-Enzian), Gentianella germanica (Deutscher Enzian), Goodyera repens (Kriechstendel), Gymnadenia conopsea (Mücken-Händelwurz), Listera ovata (Großes Zweiblatt), Melittis melissophyllum (Immenblatt), Neottia nidus-avis (Nestwurz), Orchis mascula (Stattliches Knabenkraut), Orchis morio (Kleines Knabenkraut), Orchis pallens (Blasses Knabenkraut), Orchis ustulata (Brand-Knabenkraut), Peucedanum cervaria (Hirsch-Haarstrang), Phyteuma orbiculare agg. (Artengruppe Kugel-Teufelskralle), Platanthera bifolia (Weiße Waldhyazinthe), Platanthera chlorantha (Berg-Waldhyazinthe), Polygonatum odoratum (Salomonssiegel), Primula veris (Arznei-Schlüsselblume), Sorbus torminalis (Elsbeere), Thesium pyrenaicum (Wiesen-Leinblatt), Thymus pulegioides subsp. carniolicus (Krainer Thymian), Thymus serpyllum (Sand-Thymian), Trifolium montanum (Berg-Klee)